# La Venganza de los Ex México (temporada 1)
La primera temporada de La Venganza de los Ex, un programa de televisión mexicano se anunció en junio de 2018, y fue estrenado el 21 de agosto de 2018 en MTV Latinoamérica con doble episodio estreno.
Después de aparecer en el programa, Rocío Sánchez se unió al reparto de la sexta temporada de Acapulco Shore. En 2021 Luis Sánchez se convirtió en el decimoctavo eliminado de Survivor México. Jonathan Gutiérrez participó en La ley de la selva en 2023, de Netflix.

## Reparto
La lista oficial de los miembros del reparto fue confirmado con una promo en MTV Latinoamérica en junio de 2018 e incluye cuatro chicos solteros:  Oscar Plascencia, Ernesto Leal de Mitad y Mitad, Alejandro Martín y Luis Carlos Sánchez estrella de Big Brother Mexico; así como cuatro chicas solteras: Renata Aragón, Norma Atúnez, Gina Segura, Monserrath Ávila.
Los miembros del reparto oficial llegaron todos al primer episodio, pero se unirían a ellos sus ex durante la serie. Durante el primer episodio, el exnovio de Renata, Elias Athie, fue presentado. La exnovia de Ernesto, Brenda Zambrano miembro de Acapulco Shore y quién también participó junto a él en Mitad y Mitad, llegó durante el segundo episodio y causó revuelo entre el elenco. En el tercer episodio Spencer León, ex de Montse llegó a la serie. En el cuarto episodio llegó la ex de Alex, Rocío Sánchez e inmediatamente causó problemas a a este En el transcurso del quinto episodio llegó la ex de Sargento, Dianey Sahagun participante de Are you the One?: El Match Perfecto. Durante el sexto episodio llegó Jorge Guzmán, que a pesar de haber tenido una relación con Gina también tuvo una con Dianey. Durante el séptimo episodio Johnathan Gutiérrez el ex de Brenda llegó. Durante el octavo episodio llegó Gabriela Ruiz de Acapulco Shore la ex de Oscar. Durante el noveno episodio llegó Daniel Pinkus el ex de Gaby. En el décimo episodio llega a la playa Pedro Castro, el ex de Norma. Durante el decimoprimer episodio, llega a la playa Itzy Milan ex de Sargento, quien tuvo que elegir entre Jhon y Oscar para enviar a uno de ellos a casa, tras haber elegido a John, la ex de este Brenda y el abandonaron la playa.
- Negrita indica miembro de reparto original; todos los otros actores fueron llevados a la serie como un ex.

| Episodios | Nombre                    | Edad | Procedencia      | Exes                             |
| --------- | ------------------------- | ---- | ---------------- | -------------------------------- |
| 12        | Alejandro "Alex" Martín   | 22   | Guadalajara      | Rocío Sánchez                    |
| 12        | Ernesto Leal              | 32   | Monterrey        | Brenda Zambrano                  |
| 12        | Gina Segura               | 28   | Monterrey        | Jorge Guzmán                     |
| 12        | Luis "Sargento" Sánchez   | 27   | Monterrey        | Dianey Sahagun, Itzy Milan       |
| 12        | Monserrath "Monse" Ávila  | 21   | Ciudad de México | Spencer León                     |
| 12        | Norma Antúnez             | 22   | Guadalajara      | Pedro Castro                     |
| 12        | Oscar Plascencia          | 22   | Guadalajara      | Gabriela Ruiz                    |
| 12        | Renata Aragón             | 22   | Querétaro        | Elías Athie                      |
|           |                           |      |                  |                                  |
| 12        | Elías Athie               | 21   | Ciudad de México | Renata Aragón                    |
| 10        | Brenda Zambrano           | 25   | Monterrey        | Ernesto Leal, Jonathan Gutiérrez |
| 10        | Spencer León              | 32   | Florida          | Monserrath Ávila                 |
| 9         | Rocío Sánchez             | 20   | Puerto Vallarta  | Alejandro Martín                 |
| 8         | Dianey Sahagun            | 22   | Guadalajara      | Luis Sánchez, Jorge Guzmán       |
| 5         | Jorge Guzmán              | 29   | Guadalajara      | Gina Segura, Dianey Sahagun      |
| 5         | Jonathan "John" Gutiérrez | 33   | Monterrey        | Brenda Zambrano                  |
| 5         | Gabriela "Gaby" Ruiz      | 28   | Guadalajara      | Oscar Plascencia, Daniel Pinkus  |
| 4         | Daniel Pinkus             | 27   | Ciudad de México | Gabriela Ruiz                    |
| 3         | Pedro Castro              | 25   | Guadalajara      | Norma Antúnez                    |
| 2         | Itzy Milan                | 23   | Ciudad de México | Luis Sánchez                     |

#### Duración del reparto
| Nombre   | Episodios | Episodios | Episodios | Episodios | Episodios | Episodios | Episodios | Episodios | Episodios | Episodios | Episodios | Episodios |
| Nombre   | 1         | 2         | 3         | 4         | 5         | 6         | 7         | 8         | 9         | 10        | 11        | 12        |
| Alex     |           |           |           |           |           |           |           |           |           |           |           |           |
| Ernesto  |           |           |           |           |           |           |           |           |           |           |           |           |
| Gina     |           |           |           |           |           |           |           |           |           |           |           |           |
| Monse    |           |           |           |           |           |           |           |           |           |           |           |           |
| Norma    |           |           |           |           |           |           |           |           |           |           |           |           |
| Oscar    |           |           |           |           |           |           |           |           |           |           |           |           |
| Renata   |           |           |           |           |           |           |           |           |           |           |           |           |
| Sargento |           |           |           |           |           |           |           |           |           |           |           |           |
| Elias    |           |           |           |           |           |           |           |           |           |           |           |           |
| Brenda   |           |           |           |           |           |           |           |           |           |           |           |           |
| Spencer  |           |           |           |           |           |           |           |           |           |           |           |           |
| Rocio    |           |           |           |           |           |           |           |           |           |           |           |           |
| Dianey   |           |           |           |           |           |           |           |           |           |           |           |           |
| Jorge    |           |           |           |           |           |           |           |           |           |           |           |           |
| John     |           |           |           |           |           |           |           |           |           |           |           |           |
| Gaby     |           |           |           |           |           |           |           |           |           |           |           |           |
| Pinkus   |           |           |           |           |           |           |           |           |           |           |           |           |
| Pedro    |           |           |           |           |           |           |           |           |           |           |           |           |
| Itzy     |           |           |           |           |           |           |           |           |           |           |           |           |
| -------- | --------- | --------- | --------- | --------- | --------- | --------- | --------- | --------- | --------- | --------- | --------- | --------- |

Notas
     = "Miembro del reparto" aparece en este episodio.
     = "Miembro del reparto" llega a la playa.
     = "Miembro del reparto" tiene un ex la playa.
     = "Miembro del reparto" llega a la playa y un ex llega durante el mismo episodio.
     = "Miembro del reparto" sale de la playa.
     = "Miembro del reparto" no aparece en este episodio.

## Episodios
| N.º (total) | N.º (temp.) | Título        | Estreno original         |
| ----------- | ----------- | ------------- | ------------------------ |
| 1           | 1           | «Episodio 1»  | 21 de agosto de 2018     |
| 2           | 2           | «Episodio 2»  | 21 de agosto de 2018     |
| 3           | 3           | «Episodio 3»  | 28 de agosto de 2018     |
| 4           | 4           | «Episodio 4»  | 4 de septiembre de 2018  |
| 5           | 5           | «Episodio 5»  | 11 de septiembre de 2018 |
| 6           | 6           | «Episodio 6»  | 18 de septiembre de 2018 |
| 7           | 7           | «Episodio 7»  | 25 de septiembre de 2018 |
| 8           | 8           | «Episodio 8»  | 2 de octubre de 2018     |
| 9           | 9           | «Episodio 9»  | 9 de octubre de 2018     |
| 10          | 10          | «Episodio 10» | 16 de octubre de 2018    |
| 11          | 11          | «Episodio 11» | 23 de octubre de 2018    |
| 12          | 12          | «Episodio 12» | 30 de octubre de 2018    |